# Гродзисько (Лодзький-Східний повіт)
Гродзисько (пол. Grodzisko) — село в Польщі, у гміні Жгув Лодзький-Східного повіту Лодзинського воєводства.
Населення — 587 осіб (2011).
У 1975-1998 роках село належало до Лодзинського воєводства.

## Демографія
Демографічна структура станом на 31 березня 2011 року:
|          | Загалом | Допрацездатний вік | Працездатний вік | Постпрацездатний вік |
| -------- | ------- | ------------------ | ---------------- | -------------------- |
| Чоловіки | 274     | 49                 | 198              | 27                   |
| Жінки    | 313     | 54                 | 193              | 66                   |
| Разом    | 587     | 103                | 391              | 93                   |